# آدام کراسرودز (آلاباما)
آدام کراسرودز (به انگلیسی: Adams Crossroads) یک منطقهٔ مسکونی در ایالات متحده آمریکا است که در آلاباما واقع شده‌است. آدام کراسرودز ۲۲۴٫۰۳ متر بالاتر از سطح دریا قرار دارد.